# Cratere Tsukuba
Tsukuba  è un cratere sulla superficie di Marte.